# Riobamba

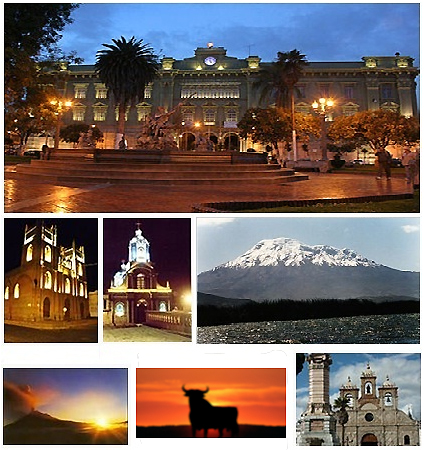
Riobamba

Riobamba – miasto w Ekwadorze, stolica prowincji Chimborazo. W roku 2013 miasto liczyło około 146,3 tys. mieszkańców.
Istnienie obecnego miasta datuje się od roku 1797, kiedy to wielkie trzęsienie ziemi zniszczyło stare miasto oddalone o około 20 km na zachód, w pobliżu istniejącej dziś wioski Cajabamba.
Miasto jest siedzibą klubu piłkarskiego Olmedo.
20 listopada 2002 roku w podziemnej wojskowej składnicy broni nastąpiła eksplozja. Śmierć poniosło 7 osób, a 538 zostało rannych. Ewakuowano mieszkańców w promieniu 15 km; uszkodzonych zostało 18 tysięcy mieszkań.
W mieście rozwinął się przemysł włókienniczy, spożywczy oraz cementowy.